# 하시모토 타이토
하시모토 타이토(일본어: 橋本 汰斗, 1991년 11월 1일 ~ )는 일본의 배우로, 유닛인 D-Boys 전 멤버이다.

## 이력
- 제 5회 디보이즈 오디션에 응모하여 최종 심사회까지 출장하였으나, 아쉽게 수상은 하지 못했다. 하지만 그즈음 와타나베엔터테인먼트에서 뮤지컬 테니스의 왕자님 1st 시즌 당시 원래 내정되었던 후지역의 배우가 불의의 사고로 하차하게 되어 급하게 아이바 히로키군이 대신 후지역을 하였고, 다음공연부터 후지역을 할 배우는 오디션을 통해 선발할 예정이었던 상황에 응모시킬 배우를 물색중이었던지라 후지역과 굉장히 잘맞는 느낌을 가졌던 하시모토군은 오디션에 떨어졌음에도 와타나베와 계약을 하게되었다.
- 2009년 테니뮤 The Treasure Match 시텐호지 공연에서 세이가쿠 5대 후지 슈스케 역에 발탁되어 디보이즈에도 입단하였다. 대표작으로는 뮤지컬 테니스의 왕자님 1st 시즌과 가면라이더 오즈가 있다.
- 2015년 12월 같은 멤버 야마구치 켄키와 함께 D-boys를 졸업, 와타나베 엔터테인먼트에서도 나오게 되었다.

## 인물
- 타카하시 류키와는 입단시기가 비슷하고 같이 테니뮤에도 출연했던지라 굉장히 친하다.
- 효고현 출신이라 평소에는 관서 사투리를 쓴다.

## 출연작

### TV 드라마
- 2010년 ~ 2011년 가면라이더 오즈 - 카자리 역
- 2013년 비공인전대 아바레인저 - 손님(8화)

## 영화
- 가면라이더X가면라이더 오즈&더블 feat.스컬 MOVIE 대전 CORE - 카자리 역
- 극장판 가면라이더 오즈 WONDERFUL 장군과 21개의 코어 메달 - 카자리 역
- 가면라이더 오즈 10th 부활의 코어메달 - 카자리 역